# Landschaftsschutzgebiet Am Ottermeer
Das Landschaftsschutzgebiet Am Ottermeer ist ein Landschaftsschutzgebiet im Landkreis Aurich des Bundeslandes Niedersachsen. Es trägt die Nummer LSG AUR 00027 und liegt vollständig auf dem Gebiet der Stadt Wiesmoor.

## Beschreibung des Gebiets
Das 1991 ausgewiesene Landschaftsschutzgebiet umfasst eine Fläche von 1,04 Quadratkilometern. Es beginnt nördlich des Ottermeeres und reicht bis zum Großefehnkanal. Südlich wird es durch die  Straße Am Ottermeer  und westlich der Straße Neuer Weg begrenzt. Nördlich reicht es bis zur Hauptwieke I. Den Großteil des Gebietes nehmen Hochmoor und Resthochmoorflächen ein. Das Gebiet gilt als wertvoller Lebensraum angepasster Tier- und Pflanzenarten.

## Schutzzweck
Genereller Schutzzweck ist die  „Sicherung der verbliebenen Hochmoorvegetation und Erhalt einer durch den Torfabbau entstandenen abwechslungsreichen Parzellierung der Landschaft mit unterschiedlichen Höhen, regenerierenden Handtorfstichen, Feuchtgrünland und Wiedervernässungsflächen.“